# Solone, Iakîmivka
Solone (în ucraineană Солоне) este un sat în comuna Atmanai din raionul Iakîmivka, regiunea Zaporijjea, Ucraina.

## Demografie
Componența lingvistică a localității Solone
     Rusă (59,32%)
     Ucraineană (40%)
     Alte limbi (0,34%)
Conform recensământului din 2001, majoritatea populației localității Solone era vorbitoare de rusă (59,32%), existând în minoritate și vorbitori de ucraineană (40%).